# Deutschordensballei Lamparten
Die Deutschordensballei Lamparten war eine von vier italienischen Balleien des Deutschen Ordens. 

## Geschichte
Die Niederlassungen des Deutschen Ordens wurden als Kommende oder Komturei bezeichnet. Diese Niederlassungen waren in Balleien zusammengefasst, etwa vergleichbar mit Ordensprovinzen oder Verwaltungsbezirken. An ihrer Spitze stand ein Landkomtur, welcher dem Provinzial in anderen Orden entsprach.
Die Deutschordensballei Lamparten, die wohl kaum Eintritte aus Italien zu verzeichnen hatte und vornehmlich aus Rittern und Priestern der Deutschen Balleien bestückt wurde, unterstand ursprünglich dem Hochmeister. Erst zu Beginn des 14. Jahrhunderts wurde sie dem Deutschmeister unterstellt. Da sie für den Orden nach dem Fall des Heiligen Landes strategisch nicht mehr von Bedeutung war und auch wirtschaftlich keine Rolle spielte, wurde sie nach der Reformation vernachlässigt und ging schließlich gänzlich ein. Schon 1400 zählte die Ballei nur noch neun Mitglieder, davon vier Priester.

## Kommenden
1. Kommende Bologna
2. Kommende Brixeney
3. Kommende Rom
4. Kommende Venedig